# Molen van Opalfene

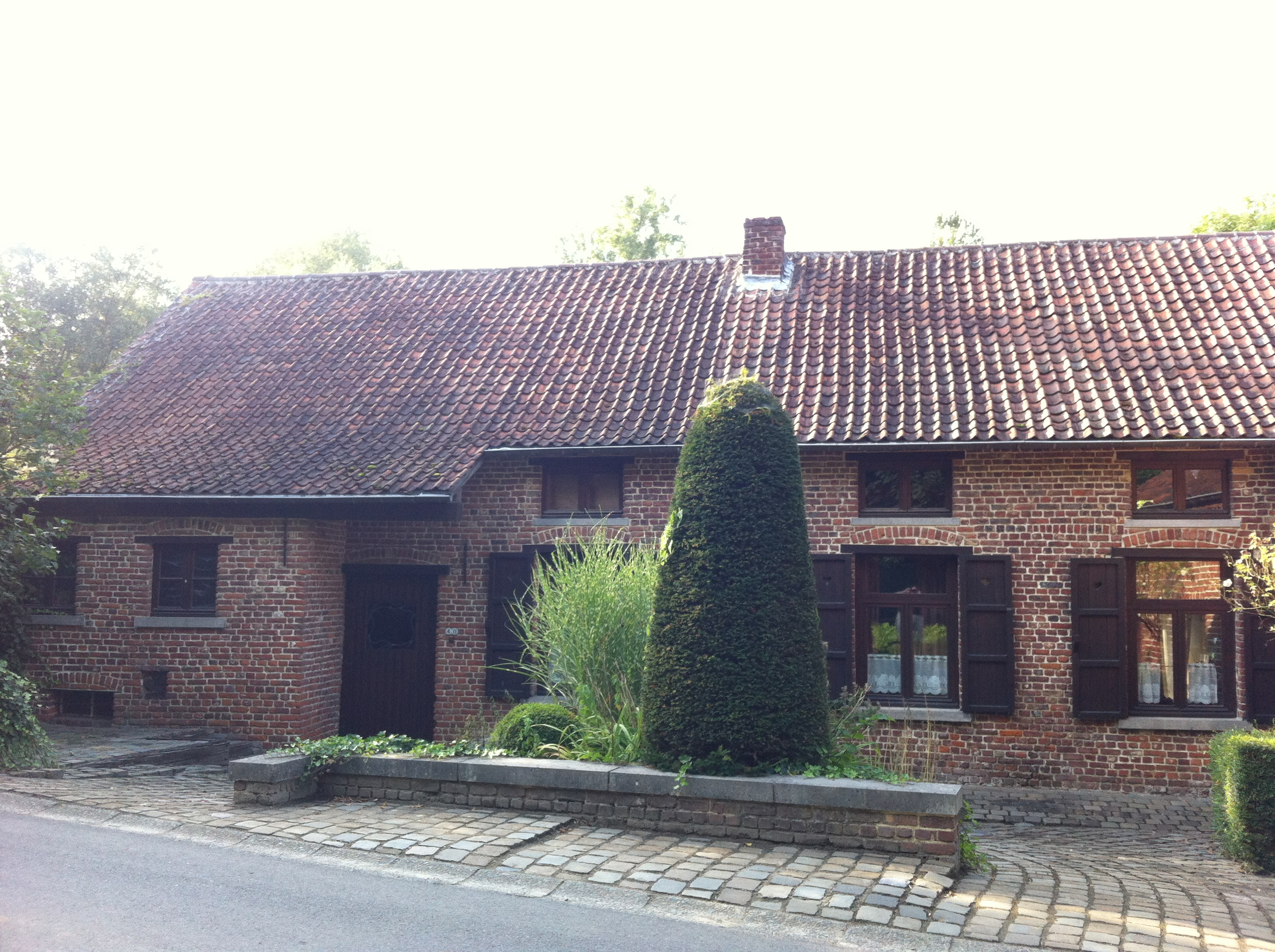
Molen van Opalfene

De Molen van Opalfene is een watermolen in de Vlaams-Brabantse plaats Ternat, gelegen aan de Heirbaan 40.
Deze bovenslagmolen op de Steenvoordebeek fungeerde als korenmolen.

## Geschiedenis
In 1378 werd voor het eerst melding gemaakt van een watermolen op deze plaats. In 1853 werden de huidige molengebouwen opgericht en in 1895 werd een stoommachine aangeschaft die tot 1921 in bedrijf was. In 1926 werd het houten bovenslagrad door een metalen exemplaar vervangen. De molen werd later omgebouwd tot woning. Het rad is nog aanwezig, maar vervallen.